# Rowfoot
Rowfoot – osada w Anglii, w hrabstwie Northumberland. Leży 57 km na zachód od miasta Newcastle upon Tyne i 413 km na północny zachód od Londynu.